# Escàndol de les mensualitats

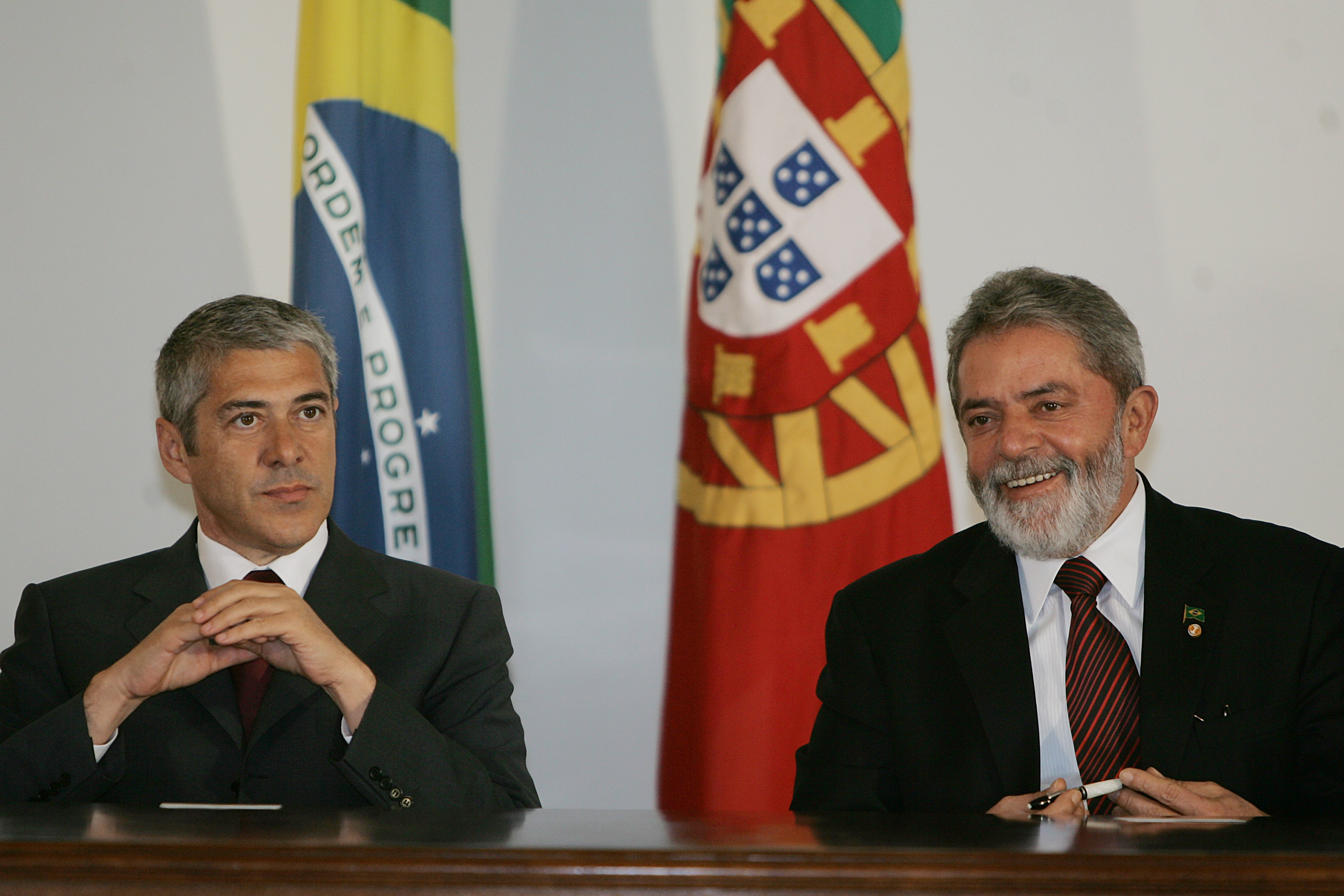
El president Lula da Silva a l'esquerra amb el president portuguès Socrates, també imputat per un cas de corrupció.

L'Escàndol de les mensualitats, escândalo do mensalão en portuguès brasiler, és el nom amb què es coneix la corrupció política al Congrés Nacional del Brasil per la compra de vots parlamentaris entre el 2005 i el 2006. El cas té per protagonistes membres del mateix govern del president Luiz Inácio Lula da Silva, membres del Partit dels Treballadors (PT), del Popular Socialista (PPS), del Trabalhista Brasileiro (PTB), de República (PR), Socialista Brasileiro (PSB), Republicano Progressista (PRP), i Progressista (PP). L'afer es troba davant la justícia penal.

## Antecedents
El dissabte 18 de setembre del 2004 la revista Veja denuncia en portada la compravenda del PTB pel PT. L'article de l'interior denuncia que el Partit dels Treballadors havia subornat a cada diputat federal del Partit Laboral Brasiler amb una suma de 150.000,00 reals a canvi que els parlamentaris donessin suport a l'executiu.
El 24 de setembre del 2004 el periòdic carioca Jornal do Brasil desvetlla més casos de suborn al Congrés Nacional brasiler. Concretament, l'article en qüestió denuncia que Asesto Teixeira, exministre de les comunicacions, hauria comunicat de l'existència de mensualitats, d'aquí el nom de l'escàndol, al Ministeri Públic Federal.
L'endemà el mateix Jornal do Brasil publica una altra notícia en què s'hi refereix el President de la Cambra dels Diputats, João Paulo Cunha (del partit PT), que hauria promès que investigaria l'assumpte, però el mateix periòdic denuncia al President del PPS, Roberto Freire, pel seu comentari "aquest assumpte circula des de fa mesos al Congrés sense que ningú hi tingut valor d'encarar-lo".

## L'esclat de l'escàndol
El 14 de maig del 2005 un altre número de la revista Veja denuncia una xarxa de corrupció al servei de Correus del país. El director del Departament de Contractació i Administració de Material de Correus, Maurício Marinho, estaria també involucrat en l'assumpte. Concretament, el periòdic posa per escrit el procés de pagament de propines mitjançant vídeos amb càmera oculta, cosa que indigna de seguida la població, que no triga a sortir al carrer davant les filtracions constants de la premsa amb relació a aquests suborns. Les investigacions periodístiques destapen que l'afer de corrupció ateny l'empresa portuguesa Portugal Telecom i l'exministre portuguès d'Obres Públiques.